# Secret du Roi
Secret du Roi (Sekret króla), zwany także czarnym gabinetem – tajny gabinet króla Francji Ludwika XV, realizujący cele polityki zagranicznej króla w Europie Wschodniej w latach 1745–1774.
Powstał jako kanał poufnej komunikacji z państwami, z którymi Francja prowadziła wojnę o sukcesję austriacką, dla uniknięcia konfliktu ze swoimi sprzymierzeńcami. Królewscy ministrowie francuscy nie wiedzieli o tajnym gabinecie, a jego istnienie ujawniono na tydzień przed śmiercią króla. W 1747 roku tą drogą Ludwik XV bezskutecznie próbował wynegocjować z Augustem III zrzeczenie się korony Polski na rzecz Ludwika Franciszka, księcia Conti, co Francja miała zrekompensować Saksonii, przyznając jej nabytki terytorialne w Rzeszy. Plany te były brane pod uwagę jeszcze do 1755.
Do agentów "czarnego gabinetu" należeli m.in.: Chevalier d’Éon, Pierre de Beaumarchais, Charles Théveneau de Morande i Louis de Noailles. Sam tajny gabinet zatrudniał 32 oddanych pracowników. Prekursorzy Secret du Roi, Jacques-Joachim Trotti, markiz de La Chétardie i osobisty lekarz córki Piotra Wielkiego wielkiej księżnej Elżbiety Piotrownej Jean Armand de Lestocq, zorganizowali w 1741 roku pałacowy zamach stanu w Petersburgu, który odsuwając Annę Iwanowną wyniósł Elżbietę Piotrowną do władzy carskiej.

## Szefowie Secret du Roi
1. Ludwik Franciszek Burbon-Conti, w latach 1745–1755
2. Charles François de Broglie, jego następca
3. Jean-Pierre Tercier, współprzewodniczący do 1767
4. Charles de Beaumont